# Барзиловский, Яков Николаевич
Яков Николаевич Барзиловский (1845—1928) — русский химик, профессор.

## Биография
Родился в октябре 1845 года в Борзнянском уезде Черниговской губернии. Образование получил в Черниговской гимназии (1859—1865) и Петербургском университете (физико-математический факультет), который окончил в 1870 году со степенью кандидата естественных наук. 
В 1872 году был определён лаборантом химической лаборатории киевского университета Св. Владимира, в 1878 году получил степень магистра химии за диссертацию «Об азопроизводных толуола» (Киев: Унив. тип., 1878. — 54 с.); с 1880 года — приват-доцент университета. В 1882 году по конкурсу был избран Советом университета штатным доцентом по химии. Одновременно, он преподавал в Киевской женской Ольгинской гимназии (1878—1886) и на Высших женских курсах (1882—1885). 
В 1886 году Барзиловский переехал в Санкт-Петербург, где поступил на службу по министерству государственных имуществ, а также состоял приват-доцентом кафедры технической химии физико-математического факультета Петербургского университета, где читал курсы, посвящённые крахмальному и сахарному производству (1886—1887), а также виноделию и пивоварению (1887—1888). 
Вскоре Барзиловский вернулся в Киев, где в 1894—1926 годах возглавлял кафедру неорганической химии Киевского университета. В 1896 году он защитил докторскую диссертацию: «Явления уплотнения альдегидов с ароматическими аминами. Был издан «Конспект лекций проф. Я. Н. Барзиловского по неорганической химии» (2-е изд., испр. — Киев, 1902. — [2], IV, 119 с.).
Основным направлением научной деятельности Барзиловского было изучение азотсодержащих органических соединений (в частности реакции окисления ароматических аминов) и состава кавказских минеральных вод.
Умер в 1928 году.